# Estación Concordia Central
Concordia Central es una estación de ferrocarril ubicada en la ciudad de Concordia en el departamento Concordia, provincia de Entre Ríos, República Argentina. Fue estación terminal del Ferrocarril Argentino del Este, que comenzó a operar el 23 de marzo de 1874 en el tramo hasta Federación, extendido en 1875 a Monte Caseros. Pasó al Ferrocarril Nordeste Argentino en 1907, con ramales a la ciudad de Corrientes y a Posadas. En 1902 el Ferrocarril de Entre Ríos se conectó con el Ferrocarril Nordeste Argentino en Concordia Central, construyendo un ramal desde Villaguay. Desde Concordia Central el Ferrocarril Nordeste Argentino construyó un ramal a Concepción del Uruguay inaugurado en 1915. Desde la fusión administrativa de este ferrocarril con el Ferrocarril de Entre Ríos en 1915 (ambos de capitales británicos), la administración conjunta se instaló en Concordia. 

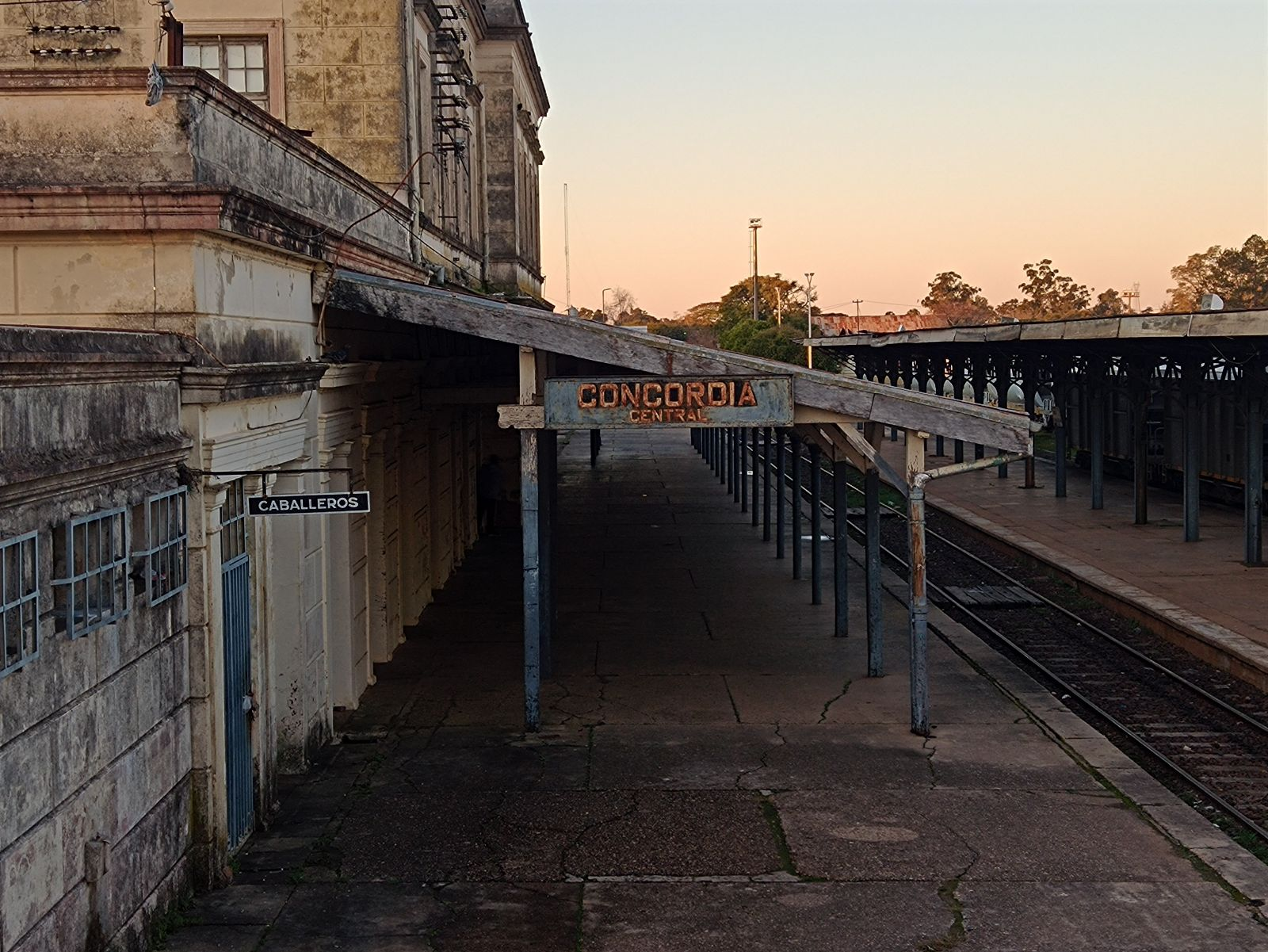
Estación Central Concordia

El ramal de 0,9 km al Puerto de Concordia se separa de la línea troncal a 1 km al norte de Concordia Central. Un desvío de 0,86 km fue construido desde la estación hasta un muelle en el río Uruguay y que el 14 de diciembre de 1915 se autorizó a proveerle de agua para servir como lavadero de los vagones de hacienda. Otro desvío conectaba la estación con la planta de Molinos Río de la Plata. El ramal al puerto fue cortado por obras de parquización y los dos desvíos fueron levantados. Un ramal la une con la Estación Concordia Norte, construida en 1930 por el Administración General de Ferrocarriles del Estado para el ramal Concordia-Federal y que actualmente se encuentra desafectada.
Pertenece al Ferrocarril General Urquiza desde 1949, en la línea que une las estaciones de Federico Lacroze, en la Ciudad Autónoma de Buenos Aires y Posadas, en la provincia de Misiones. Se encuentra ubicada entre las estaciones Yuquerí y Magnasco.
Hasta 1993 pasaban por esta estación, los trenes “El Gran Capitán” (Federico Lacroze -  Posadas) y “El Correntino” (Federico Lacroze – Corrientes). Era una de las paradas más importantes, dado que se hacía cambio de máquina e inspección general del tren. El servicio a Posadas volvió a funcionar entre 2003 y 2012.
También hasta 1992 existía el Tren "Salto Grande" que unía Federico Lacroze con Concordia Central.
Desde el mes de septiembre de 2011 hasta el mes de mayo de 2012 circuló el Tren de los Pueblos Libres, uniendo las ciudades de Pilar, en la provincia de Buenos Aires con la ciudad uruguaya de Paso de los Toros, en el departamento de Tacuarembó.
La estación cuenta con 3 andenes, uno era utilizado por los trenes procedentes de Federico Lacroze y ramales hacia el sur, otro para los procedentes de Posadas y ramales hacia el norte y otro para el de Concepción del Uruguay.